# Halominniza
Halominniza es un género de pseudoscorpiones de la familia Olpiidae. Se distribuyen por las islas Canarias, norte de África y la isla Socotora.

## Especies
Según Pseudoscorpions of the World:
- Halominniza aegyptiacum (Ellingsen, 1910)
- Halominniza oromii Mahnert, 1997
- Halominniza parentorum Mahnert, 1975
- Halominniza taitii Mahnert, 2007

## Publicación original
- Mahnert, 1975: Zwei neue Pseudoskorpion-Arten (Arachnida, Pseudoscorpiones) aus marokkanischen Höhlen. International Journal of Speleology, vol. 8, p. 375-381.